# Renáta Fodor
Renáta Fodor (1 de octubre de 1978) es una deportista húngara que compitió en esgrima, especialista en la modalidad de espada. Ganó dos medallas de plata en el Campeonato Europeo de Esgrima, en los años 2000 y 2004, ambas en la prueba por equipos.

## Palmarés internacional
| Campeonato Europeo | Campeonato Europeo     | Campeonato Europeo | Campeonato Europeo |
| Año                | Lugar                  | Medalla            | Prueba             |
| ------------------ | ---------------------- | ------------------ | ------------------ |
| 2000               | Funchal (Portugal)     | Medalla de plata   | Espada por equipos |
| 2004               | Copenhague (Dinamarca) | Medalla de plata   | Espada por equipos |